# Spinarerpeton brevicephalum
Spinarerpeton brevicephalum è un tetrapode estinto, appartenente ai seymouriamorfi. Visse nel Permiano inferiore (circa 285 milioni di anni fa) e i suoi resti fossili sono stati ritrovati in Repubblica Ceca. 

## Descrizione
Questo animale doveva essere piuttosto simile a una grossa salamandra. Era dotato di un cranio triangolare e piuttosto largo, con una regione postorbitale particolarmente corta. Le ossa postparietali e tabulari erano anch'esse corte, mentre il processo posteriore dello jugale era allungato. Il cranio, benché largo, era dotato di una regione guanciale alta nella parte posteriore, data dalla notevole altezza dell'osso squamoso.

## Classificazione
Spinarerpeton brevicephalum venne descritto per la prima volta nel 2009 da Klembara, sulla base di fossili ritrovati nella zona di Boskovice in Moravia (Repubblica Ceca), in terreni risalenti al Permiano inferiore. Questo animale fa parte dei seymouriamorfi, un gruppo di tetrapodi forse inclusi nei rettiliomorfi, tipici del Permiano e dallo stadio larvale acquatico. In particolare, Spinarerpeton fa parte della famiglia Discosauriscidae, comprendente animali acquatici dotati di branchie esterne come Discosauriscus e Ariekanerpeton. 